# متحف سانتا كروز للفنون والتاريخ
متحف سانتا كروز للفنون والتاريخ أو كما يُعرَف اختصارًا بـ MAH هو مؤسسة تعليمية غير ربحية ومتحف وموقع سياحي تأسَّس في عام 1996. يقعُ هذا المتحف في سانتا كروز، كاليفورنيا، في وسط مدينة ماكفيرسون. تتمثل مهمته كمؤسّسة تعليميّة في إثارة الخبرات المشتركة والاتصالات غير المتوقعة، باستخدام الفن والتاريخ لبناء مجتمع أقوى وأكثر ارتباطًا.

## التأسيس
إنَّ المجموعة الفنية لهذا المتحف هي خليفة لمتحف مقاطعة سانتا كروز للفنون الذي تأسَّس عام 1982، أمّا المجموعة التاريخية للمتحف فهي خليفة لجمعية سانتا كروز التاريخية التي تأسَّست عام 1954. تشملُ مقتنيات التاريخ معرضًا محليًا دائمًا لتاريخ منطقة خليج مونتيري ومكتبة أبحاث وأرشيفًا. تحتوي مجموعة المحفوظات على أكثر من 7000 عنصر، مع إمكانية عرض أدلة المجموعة عبر الإنترنت. يضمُّ المتحف قسمًا لمنشورات التاريخ، أنشأه صندوق منشورات فريد دي ماكفرسون جونيور. تشملُ المنشورات أعدادًا دورية من مجلة تاريخ مقاطعة سانتا كروز (بالإنجليزية: Santa Cruz County History Journal)‏ والتي بلغَ عددها ثمانية أعدادٍ اعتبارًا من كانون الثاني/يناير 2016، وكُتب التاريخ المحلية الأخرى، ومجلة التاريخ على الإنترنت. يُدير المتحف ساحة مجتمع أبوت سكوير وثلاثة هياكل/مواقع تاريخية أخرى بما في ذلك مقبرة إيفرجرين وسجن دافنبورت ومبنى أوكتاجون. صُمِّمَت العديد من البرامج المجتمعية من قبل أعضاء المجتمع المحلي في مقاطعة سانتا كروز ومعهم ومن أجلهم.

## المدراء
أصبحَ روب وولف في شباط/فبراير من عام 2020 المدير التنفيذي للمتحف، وسبقه في ذلك نينا سيمون، التي خدمت من عام 2012 حتى حزيران/يونيو 2019. تشملُ بقيّة القائمة:
- روب وولف (2020 حتى الوقت الحاضر)
- نينا سيمون (2012-2019)[13][14]
- تشارلز نويل هيلجر (1996–2003)[15][16]

## روابط خارجية
- الموقع الرسمي